# Nanni Galli

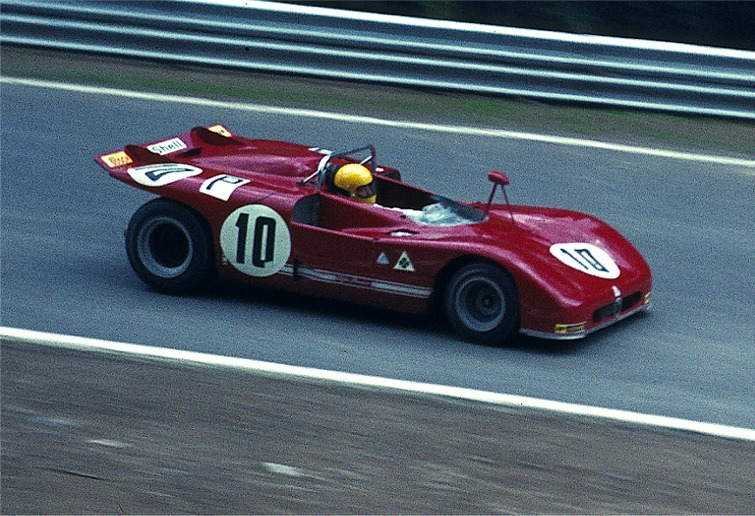
Nanni Galli under träningen till Nürburgring 1000 km 1971.

Giovanni Giuseppe Gilberto "Nanni" Galli, född 2 oktober 1940 i Bologna, död 12 oktober 2019 i Prato i Toscana, var en italiensk racerförare.

## Racingkarriär
Galli körde karting som tonåring. I mitten av 1960-talet började han tävla i standardvagnar och sportvagnar, bland annat för Alfa Romeo. 1967 körde han i Formel 2-EM med en privat Brabham. Året efter fortsatte han dock att tävla i sportvagnar och kom då tvåa tillsammans med Ignazio Giunti i Targa Florio och fyra i Le Mans 24-timmars. 
År 1969 återvände han till Formel 2 på allvar och slutade sjua i det europeiska mästerskapet för Tecno. Galli debuterade i Formel 1 säsongen 1970 då han försökte kvalificera sig till hemmaloppet i Italien i en McLaren från fjolåret, men han misslyckades. Året därpå gick han tillbaka till Alfa Romeo och slutade tvåa i sportvagnsloppet Sebring 12-timmars. Galli återkom till Formel 1, men då till March, som säsongen 1971 bland annat körde med Alfa Romeo-motorer.
Galli kvalade inte in förrän i andra försöket, vilket var i Nederländerna 1971, där han dock tvingades bryta. Säsongen 1972 bytte han till Tecno, som nu hade börjat tävla i Formel 1. Han startade i fyra lopp, men tvingades bryta i samtliga. Under säsongen körde han ett lopp för Ferrari, då han ersatte Clay Regazzoni som hade brutit armen under en fotbollsmatch, i Frankrike 1972. Galli slutade där på trettonde plats. Säsongen 1973 körde han för Williams F1, men efter fem lopp hade han fått nog och bestämde sig för att lägga av med av racing.

## F1-karriär
| Säsong | Stall/Tillverkare            | Poäng | Placering |
| ------ | ---------------------------- | ----- | --------- |
| 1970   | McLaren-Alfa Romeo           | 0     | –         |
| 1971   | March-Alfa Romeo March-Ford  | 0     | –         |
| 1972   | Tecno Ferrari                | 0     | –         |
| 1973   | Williams (Iso Marlboro-Ford) | 0     | –         |